# Sosnowka (przystanek kolejowy w obwodzie królewieckim)
Sosnowka (ros. Сосновка) – przystanek kolejowy w miejscowości Mochowoje i w pobliżu miejscowości Sosnowka, w rejonie zielenogradskim, w obwodzie królewieckim, w Rosji. Położony jest na linii Królewiec – Zielenogradsk – Swietłogorsk.

## Historia
Przystanek powstał w okresie przynależności tych terenów do Niemiec.